# Chico & Caetano
Chico & Caetano foi um musical produzido e apresentado na década de 80, pela Rede Globo.

## O programa
Era exibido mensalmente na faixa denominada Sexta Super, sempre após a novela das oito (inicialmente Selva de Pedra e, posteriormente Roda de Fogo), às 21h30 da noite.
Criado por Daniel Filho e escrito por Luiz Carlos Maciel e Nelson Motta, foi apresentado semanalmente nos meses de abril e dezembro de 1986, sendo o primeiro programa exibido em 25 de abril e o último em 26 de dezembro, totalizando nove programas. Reuniu Chico Buarque e Caetano Veloso no Teatro Fênix, no Rio de Janeiro.
O programa também marcava o reencontro de Chico Buarque com a Rede Globo, afastado da emissora por diversos problemas e também por causa da censura.

## Curiosidades
No programa não tinha nenhuma rigidez. Os apresentadores tinham total liberdade para conduzir o mesmo da forma que achavam mais conveniente. A descontração ficava ainda maior com as brincadeiras de Caetano com a timidez de Chico, e a interatividade que os dois tinham com a platéia, geralmente composta por gente famosa.
Logo no primeiro programa houve um problema: a divisão de censura da Superintendência da Polícia Federal vetou a execução da canção Merda (saudação que significa sorte no jargão teatral), de Caetano Veloso. Além do uso de uma linguagem considerada imprópria pelas autoridades, ela ainda fazia referência ao uso de drogas: Nem a loucura do amor/da maconha, do pó, do tabaco e do álcool/vale a loucura do ator....
A canção foi banida do programa, mas acabou incluída num disco lançado no final de 1986 com os melhores momentos do programa.
Outro acontecimento foi a não-participação de Tim Maia. O músico chegou a ensaiar na véspera mas, no dia em que deveria comparecer, acabou faltando, obrigando a equipe de produção a alterar o formato do programa, incluindo trechos da gravação do ensaio.
Foi reapresentado pelo Canal Viva em agosto de 2012 com apenas quatro programas, em homenagem aos 70 anos de Caetano Veloso. 